# Olga (entreprise)
Pour les articles homonymes, voir Triballat et Noyal.
Olga, anciennement Triballat Noyal, est une entreprise familiale de l'industrie agroalimentaire française. Elle possède notamment les marques Vrai et Sojasun ainsi que les fromages Petit Billy, Merzer et Petit Breton.

## Histoire

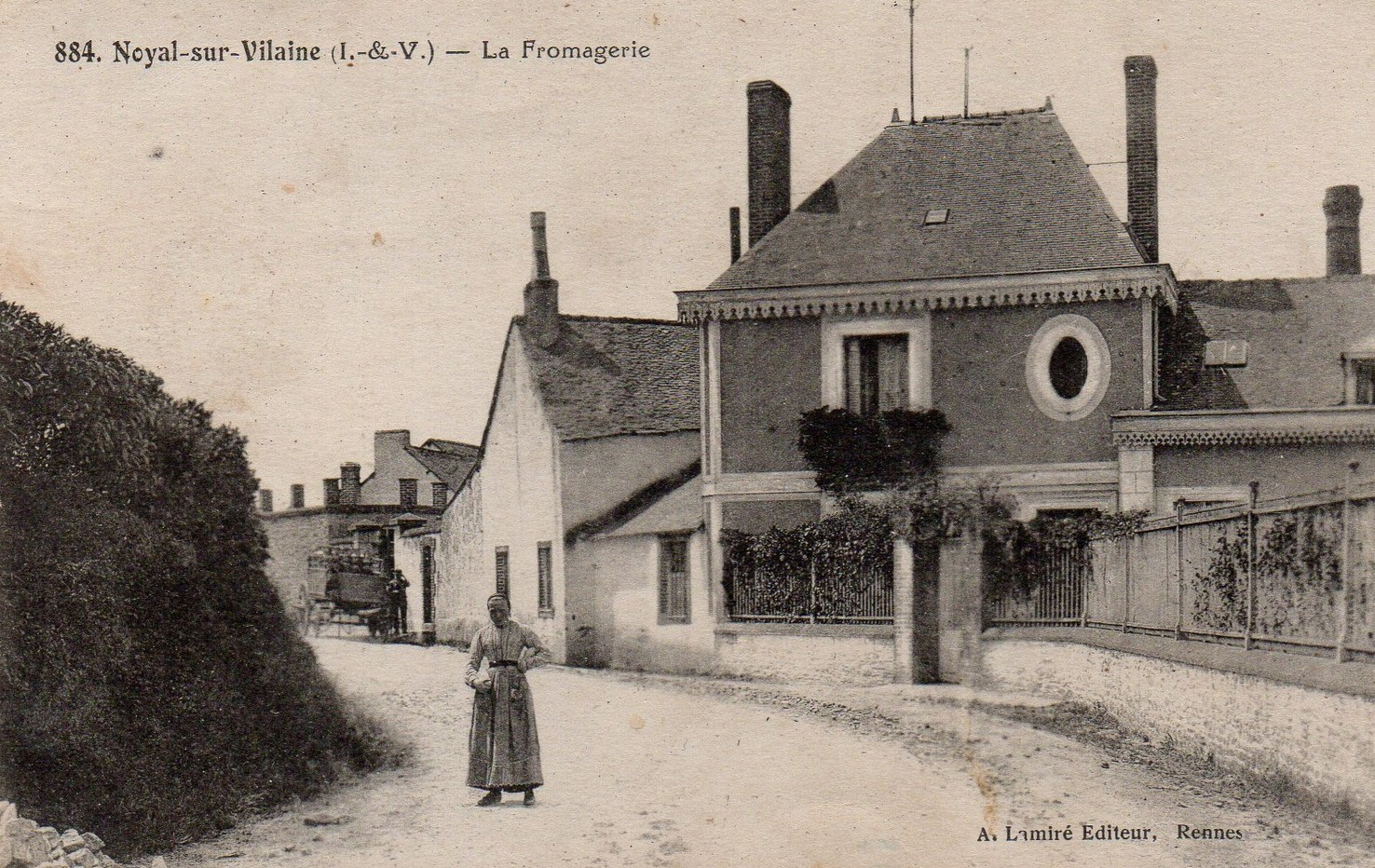
Fromagerie Ravalet

La laiterie est créée à Noyal-sur-Vilaine, en 1874 par Victor Ravalet. Sa veuve, Clémence Mascotet leur fils, Félix Ravalet reprennent l'entreprise en fabricant beurre et fromages jusqu'à la mort de la veuve Ravalet en 1914, date à laquelle Félix Ravalet reprend seul l'entreprise avec son épouse, Anne Lemaistre. Felix Ravalet meurt en 1937 et son beau-père, Jean Lemaistre prend en charge la fromagerie. Après le décès de ce dernier, Maxime et Olga Triballat achète l'entreprise en 1951. Leur fille, Françoise, reprend l'entreprise avec son époux, Jean Clanchin en 1964.
En 1975, l'entreprise mise sur l'agriculture biologique et lance les premières collectes de lait bio. En 1995, la première gamme de produits bio destinée à être vendue dans les moyennes et grandes surfaces est créée sous la marque Vrai. En 1999, l'entreprise acquiert la laiterie artisanale La Laiterie de Lozère,,.
Olivier Clanchin reprend l'entreprise de ses parents en 2005. En août 2017, Triballat Noyal acquiert Bio Céréco, entreprise spécialisée dans le petit-déjeuner bio, qui possède la marque Grillon d’Or, avec 170 employés et un chiffre d'affaires de 40 millions d'euros,,. Puis en 2021, l'entreprise teste l'intégration du dispositif Planet-score, élaboré par l’institut technique de l’agriculture biologique (Itab).
En 18 février 2022, la société change de dénomination pour celui d'Olga, en lien avec le prénom d'Olga Triballat fondatrice et dirigeante de l’entreprise de 1951 à 1964 et grand-mère du président actuel, Olivier Clanchin. Depuis 2024, un magasin "Chez Olga" situé à Noyal-sur-Vilaine propose des produits de la marque.
En 2022, la société emploie 1 350 salariés sur 18 sites de production à travers la France, approvisionné par 330 producteurs pour un chiffre d’affaires de 335 millions d’euros. 

## Activités
Le groupe Olga agit dans le domaine des plats cuisinés et produits frais à base de soja. La société possède sa propre filière agricole d'approvisionnement en soja, d'origine 100 % française.
Le groupe cible différents segments du marché des aliments végétaliens à travers deux marques commerciales : Sojasun, créée en 1988, pour les produits non-bio vendus en grande distribution, et Sojade pour les produits issus de l’agriculture biologique certifiée, distribuée exclusivement dans les magasins biologiques,.
L'entreprise réalise des plats cuisinés et produits laitiers certifié par le label agriculture biologique avec les marques commerciales Vrai et Tante Hélène.
L'entreprise est présent dans le domaine de la fromagerie avec les marques Petit Billy, Merzer, Petit Breton, Le Curé Nantais, Les Prairies Savoyardes, La Fromagerie de la Houssaye ; la beurrerie Bordier ; et dans le domaine de la nutrition avec Nutrisun.

### Sites de production
- Noyal-sur-Vilaine depuis 1874
- Cahagnes depuis 1985[13]
- Châteaugiron entre 1998 et 2024[14] (activité traiteur)
- Lozère depuis 1999, à Bannasac puis La Tieule depuis 2012[15] (La Bergerie)
- Châteaubourg depuis 2000[16] (soja)
- Saint-Avé de 2007[17] à 2024[18] (plats préparés La Margelle)
- Domagné depuis 2017 (Céréco)
- Brciquebec-en-Cotentin depuis 2017 (Rouger, Biscuiterie du Cotentin)
- Mazières-en-Gâtine depuis 2017 (Elcea)

### Institut Olga Triballat
Depuis 2013, l'entreprise dispose d'un fonds de dotation dénommé Institut Olga Triballat qui sponsorise des projets de recherches et des fédérations sportives nationales et d'autres projets « pour une santé plus durable ».

## Directeurs et directrices
- 1874-1890 : Victor Ravalet ("V. Ravalet")
- 1890-1914 : Clémence Mascot, veuve Ravalet et Félix Ravalet ("Veuve Ravalet & Fils")
- 1914-1937 : Félix Ravalet
- 1937-1940 : Anne Ravalet, née Lemaistre
- 1940-1951 : Jean Lemaistre (laiterie Ravalet)
- 1951-1955 : Maxime et Olga Triballat
- 1955-1964 : Olga Triballat, née Hautin
- 1964-2005 : Jean et Françoise Clanchin, née Triballat
- 2005-actuel : Olivier Clanchin